# 24 Heures de Brighton Beach
Les 24 Heures de Brighton Beach, ou Brighton Beach, NY 24-hour race, étaient une course automobile internationale d'endurance du début du vingtième siècle disputée sur le Brighton Beach Motordrome à Coney Island (pointe sud de l'arrondissement de Brooklyn, dans la ville de New York), gérée par la Motor Racing Association de NY à compter de 1908. 

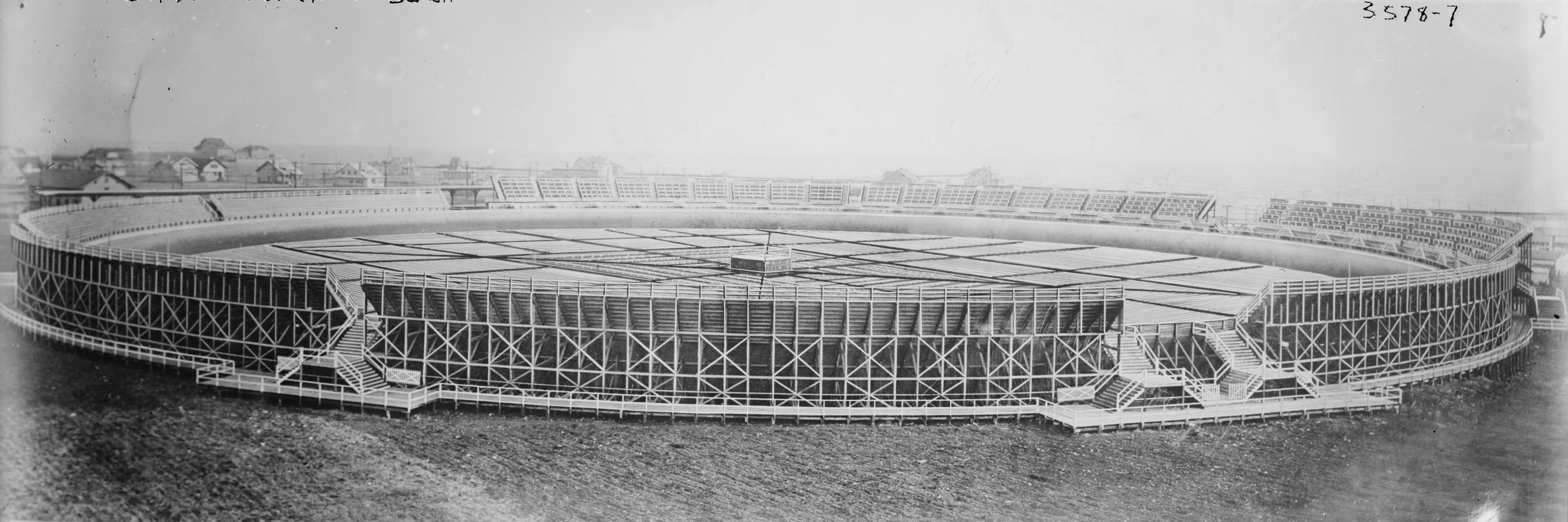
Le Brighton Beach Motordrome (ici en 1915).

## Histoire
Le circuit de Brighton Beach fut à l'origine conçu comme un hippodrome et ouvert au public dès 1879. En 1908 les paris lors de courses de chevaux furent interdits à New York.
Il consistait en un ovale en dur de 1 mille, qui fut réaménagé par la MRA of NY alors loueur en 1909 grâce au soutien de la Cordner Motor Car company, avec une piste entièrement en dur redessinée et sécurisée dans les virages par des barrières, ainsi qu'un nouveau stand. 
Les courses de 24 Heures étaient prévues avec en moyenne une quinzaine de concurrents au départ. La nuit, la proximité d'un parc d'attractions éclairait le circuit, et l'utilisation de lampes rouges et vertes permettait de communiquer avec les concurrents.
En 1908, le premier vainqueur de l'épreuve Montague Roberts remporta également le New York-Paris 1908 sur Thomas Flyer 35HP 4 cylindres, avec George Schuster (le seul à couvrir l'intégralité de la distance), et Harold Brinker.
En 1909, 12 000 personnes assistèrent à la fin de course de l'équipage franco-américain sur le circuit, dont un nombre non négligeable dans leurs propres voitures, sur un parking contre le clubhouse. Les premiers et deuxièmes avaient alors des pneumatiques Michelin.
En mai 1910, des coureurs tels Ralph DePalma (sur Fiat) ou Bob Burman et les frères Gaston et Louis Chevrolet (sur Buick) ont été inscrits dans l'épreuve de mai, mais en août les pilotes renommés tels Ralph Mulford ou DePalma manquèrent à l'appel, étant pris par d'autres engagement. De plus à Coney Island se disputaient en été concomitamment des courses d'avions et de bateaux, plus attractives pour les foules. Les seuls onze partants furent les derniers de cette épreuve.
Al Poole la remporta à trois reprises, George Robertson et Ralph Mulford à deux.
En 1911 apparurent les 500 miles d'Indianapolis. Cyrus Patschke conduisit alors la Marmon du futur premier vainqueur Ray Harroun sur 35 des 200 tours, et Ralph Mulford sur Lozier contesta la victoire de ce dernier, jusqu'à déposer une réclamation après course (rejetée).

## Notes et références

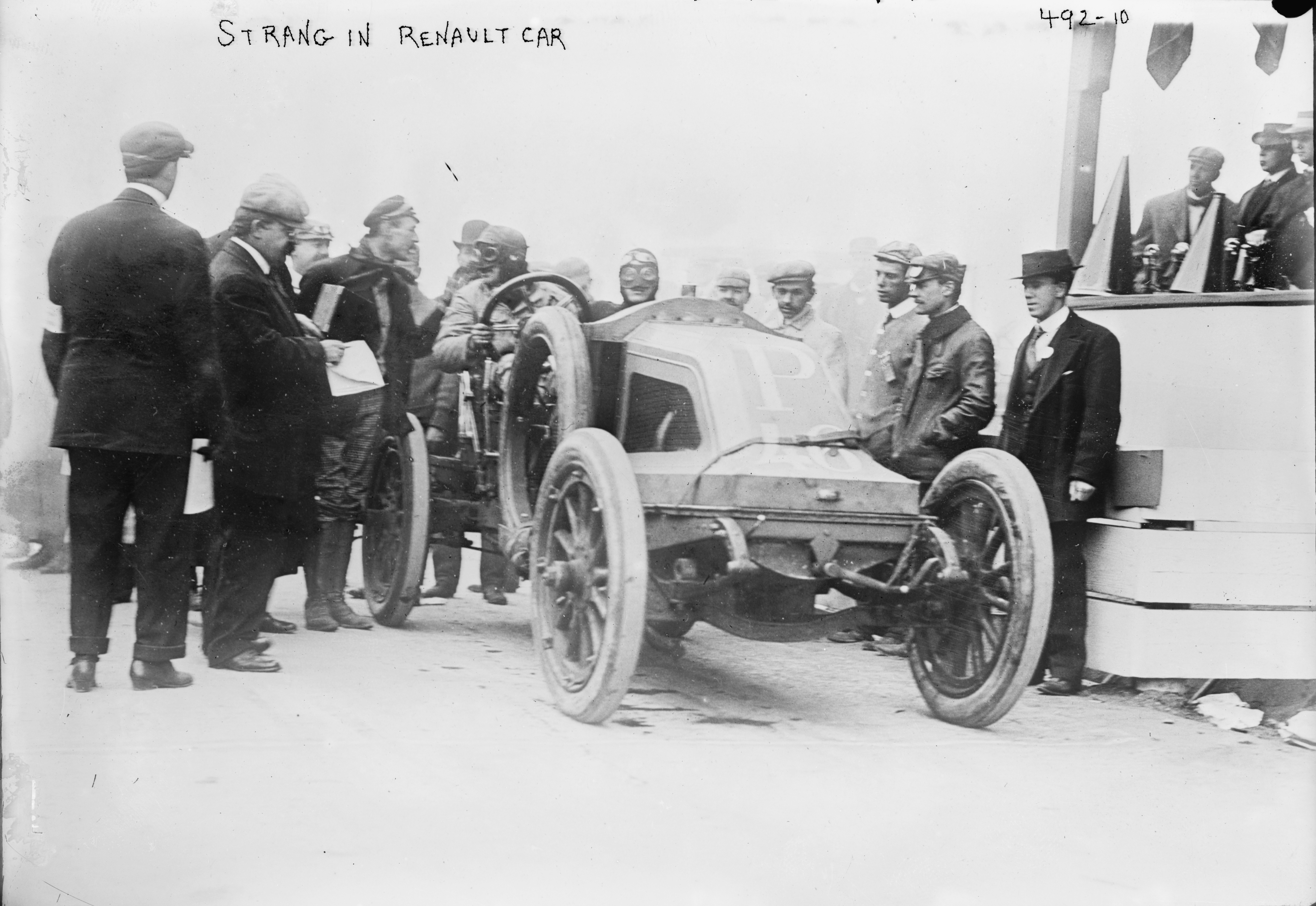
Lewis Strang sur "Agatha" Renault, en 1908 (abandon à la de course à Brighton Beach, avec Basle).

## Palmarès

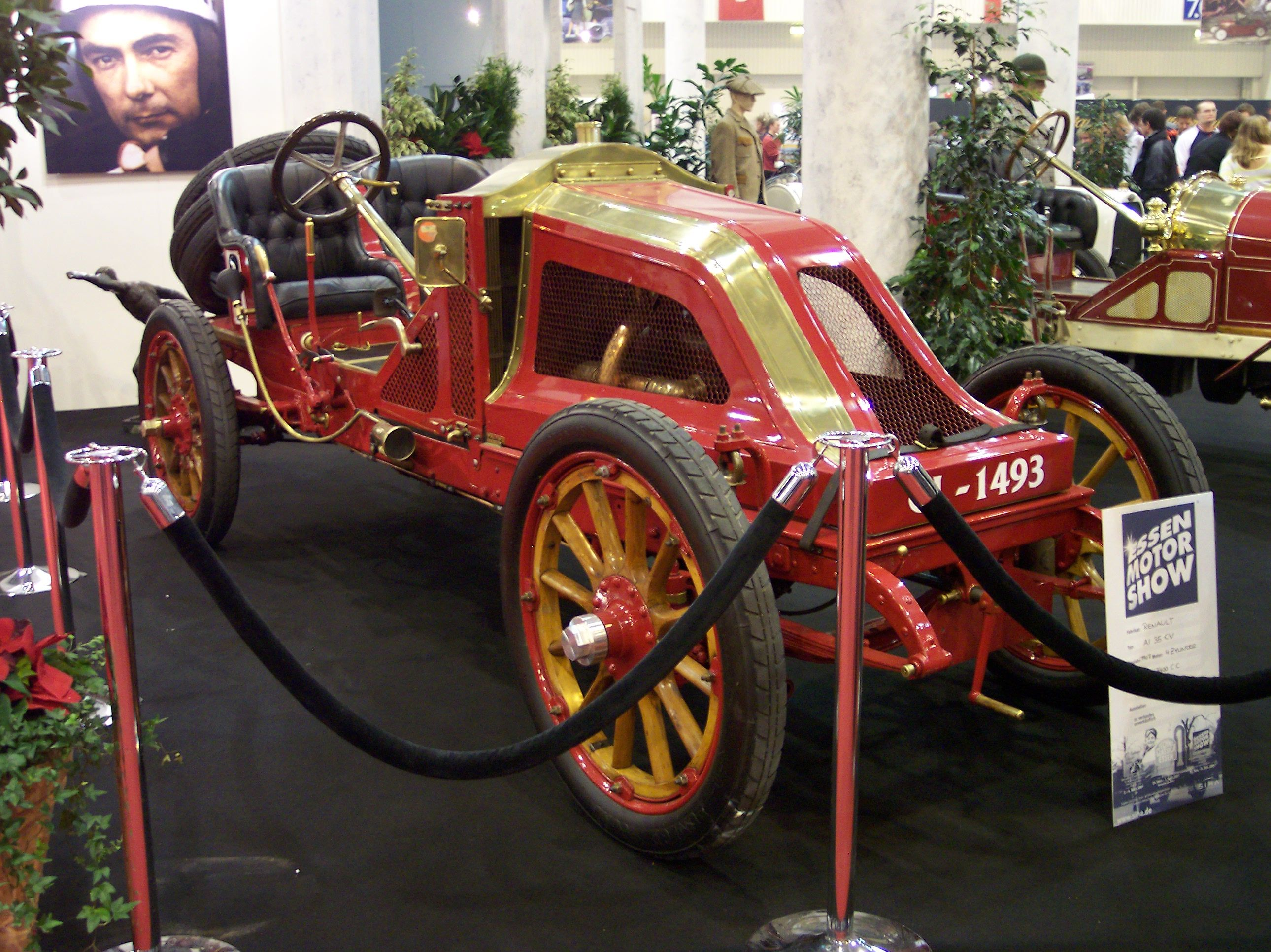
Une Renault AI 35 CS (AI 35CV type Sport).

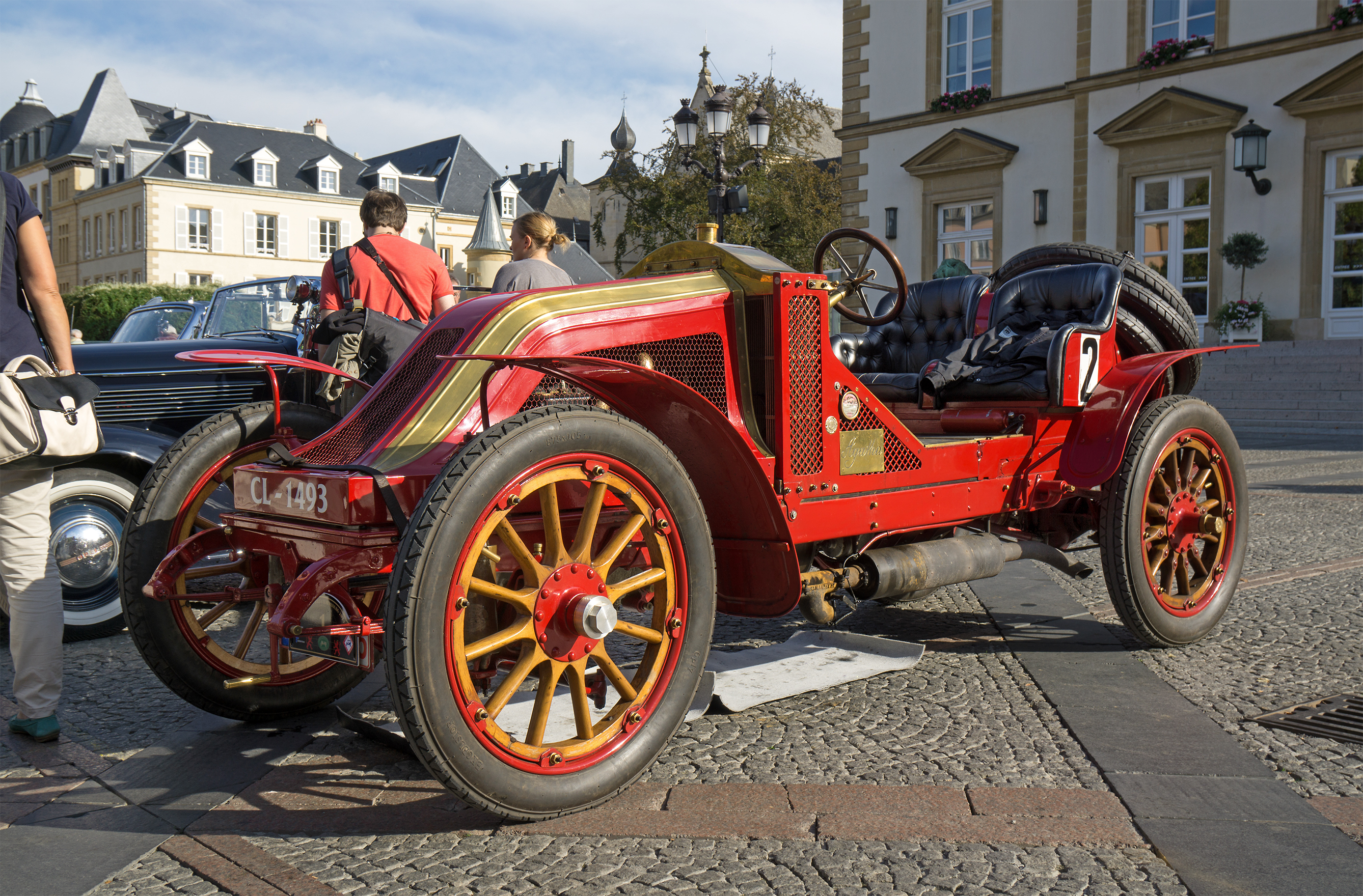
Même véhicule.

| Année | Date             | Vainqueurs                        | Voiture                 | Distance / Moyenne       | Deuxièmes                                             | Troisièmes                                           |
| ----- | ---------------- | --------------------------------- | ----------------------- | ------------------------ | ----------------------------------------------------- | ---------------------------------------------------- |
| 1907  | 9-10 août        | Montague Roberts William McIlvrid | Thomas-Flyer 4-60HP     | 1 604,5 km / 66,8 km/h   | Lawrence Smelzer Theodore Lynch (Lozier 40)           | Bob Burman Harry Cobe (Jackson 40)                   |
| 1908  | 11-12 septembre, | Ralph Mulford Harry Cobe          | Lozier 60HP 6 cylindres | 1 781,5 km / 74,223 km/h | Harry Michener Theodore Lynch (Lozier 4 cylindres)    | Capra Edward Parker Edward Hawley (Fiat)             |
| 1908  | 2-3 octobre      | George Robertson Frank Lescault   | Simplex 50HP            | 1 894,2 km / 78,922 km/h | Ralph Mulford Harry Cobe Harry Michener (Lozier 50HP) | Montague Roberts Winter George Salzman (Thomas 72HP) |
| 1909  | 30-31 juillet,   | George Robertson Al Poole         | Simplex 50HP            | 1 755,8 km / 73,16 km/h  | Louis Disbrow ? (Rainier)                             | Frank Lescault ? (Palmer-Singer)                     |
| 1909  | 27-28 août,      | Louis Raffalovich Charles Basle   | Renault 35CV            | 1 690 km / 70,42 km/h    | Louis Disbrow Charles Lund (Rainier)                  | Cyrus Patschke Charles Bowers (Acme)                 |
| 1909  | 15-16 octobre,   | Ralph Mulford Cyrus Patschke      | Lozier 60HP 6 cylindres | 1 924,8 km / 80,2 km/h   | Harry Cobe Joe Seymour (Lozier 60HP)                  | Louis Disbrow Charles Lund (Rainier)                 |
| 1910  | 13-14 mai        | Al Poole Charles Basle            | Simplex                 | 1 842,7 km / 76,766 km/h | ? (?)                                                 | ? (?)                                                |
| 1910  | 24-25 août       | Al Poole Cyrus Patschke           | Stearns 30-60           | 2 016,5 km / 83,686 km/h | ? (?)                                                 | ? (?)                                                |